# Metal Masters Tour
Metal Masters Tour —en español: Gira maestros del metal— es una gira de conciertos realizada en Norteamérica, que comenzó el 6 de agosto de 2008 en el recinto Susquehanna Bank Center de Camden y culminó el 31 de agosto del mismo año en el Shoreline Amphitheatre de Mountain View. Estuvo integrada por las bandas Heaven and Hell, Motörhead, Testament y Judas Priest —estos últimos fueron los líderes del cartel— que promocionaban los álbumes The Rules of Hell, Motörizer, The Formation of Damnation y Nostradamus respectivamente.

## Lista de canciones
Los conciertos eran comenzados por Testament que generalmente tocaban de cuatro a cinco canciones, donde en pocas ocasiones interpretaban «Electric Crown» o «Practice What You Preach». Luego seguía Motörhead con listado de once canciones, para continuar Heaven and Hell con un setlist de diez a once temas. Como líder de cartel se presentaba Judas Priest que en su gran mayoría tocaban quince canciones, ya que «Death» y «Sinner» no se interpretaban en todas las presentaciones.
| - Testament 1. «Over the Wall» 2. «The New Order» 3. «More than Meets the Eyes» 4. «Henchmen Ride» 5. «The Formation of Damnation» - Motörhead 1. «Dr. Rock» 2. «Stay Clean» 3. «Be My Baby» 4. «Killers» 5. «Metropolis» 6. «Over the Top» 7. «In the Name of Tragedy» 8. «Just 'Cos You Got the Power» 9. «Killed By Death» 10. «Ace of Spades» 11. «Overkill» | - Heaven and Hell 1. «E5150» 2. «The Mob Rules» 3. «Children of the Sea» 4. «I» 5. «Sign of the Southern Cross» 6. «Ear in the Wall» 7. «Vinny Appice Solo» 8. «Time Machine» 9. «Falling off the Edge of the World» 10. «Tommy Iommi Solo» 11. «Die Young» 12. «Heaven and Hell» 13. «Neon Nights» | - Judas Priest 1. «Dawn of Creation» 2. «Prophecy» 3. «Metal Gods» 4. «Eat Me Alive» 5. «Between the Hammer and the Anvil» 6. «Devil's Child» 7. «Breaking the Law» 8. «Hell Patrol» 9. «Dissident Aggressor» 10. «Angel» 11. «The Hellion/Electric Eye» 12. «Rock Hard Ride Free» 13. «Painkiller» 14. «»Hell Bent for Leather» 15. «The Green Manalishi (With the Two Pronged Crown)» 16. «You've Got Another Thing Comin'» |

## Fechas
| Fecha        | País           | Ciudad         | Recinto                         |
| ------------ | -------------- | -------------- | ------------------------------- |
| 6 de agosto  | Estados Unidos | Camden         | Susquehanna Bank Center         |
| 7 de agosto  | Estados Unidos | Bristow        | Nissan Pavilion                 |
| 9 de agosto  | Estados Unidos | Holmdel        | PNC Bank Arts Center            |
| 10 de agosto | Estados Unidos | Wantagh        | Nikon at Jones Beach Theater    |
| 13 de agosto | Canadá         | Toronto        | Centre Bell                     |
| 15 de agosto | Estados Unidos | Uncasville     | Mohegan Sun Arena               |
| 16 de agosto | Estados Unidos | Burgettstown   | Post-Gazelle Pavilion           |
| 18 de agosto | Estados Unidos | Clarkston      | DTE Energy Music Theatre        |
| 19 de agosto | Estados Unidos | Tinley Park    | First Midwest Bank Amphitheatre |
| 21 de agosto | Estados Unidos | Oklahoma City  | Zoo Amphitheater                |
| 22 de agosto | Estados Unidos | Dallas         | Superpages.com Center           |
| 23 de agosto | Estados Unidos | The Woodlands  | Cynthia Woods Mitchell Pavilion |
| 24 de agosto | Estados Unidos | Selma          | Verizon Wireless Amphitheatre   |
| 27 de agosto | Estados Unidos | Albuquerque    | Journal Pavilion                |
| 28 de agosto | Estados Unidos | Phoenix        | Cricket Wireless Pavilion       |
| 30 de agosto | Estados Unidos | San Bernardino | Glen Helen Pavilion             |
| 31 de agosto | Estados Unidos | Mountain View  | Shoreline Amphitheatre          |

## Músicos
| - Rob Halford: voz - K.K. Downing: guitarra eléctrica - Glenn Tipton: guitarra eléctrica - Ian Hill: bajo - Scott Travis: batería - Ronnie James Dio: voz - Tony Iommi: guitarra eléctrica - Geezer Butler: bajo - Vinny Appice: batería | - Lemmy Kilmister: voz y bajo - Phil Campbell: guitarra eléctrica - Mikkey Dee: batería - Chuck Billy: voz - Eric Peterson: guitarra eléctrica - Alex Skolnick: guitarra eléctrica - Greg Christian: bajo - Paul Bostaph: batería |